# Shark Valley Observation Tower
La Shark Valley Observation Tower – ou Shark Valley Lookout Tower – est une tour d'observation américaine dans le comté de Miami-Dade, en Floride. Protégée au sein du parc national des Everglades, dont elle est l'une des attractions, elle surplombe la Shark Valley en donnant à voir, notamment, les alligators d'Amérique qui y vivent. Construite en 1964, cette structure en béton est une réalisation-clé de la Mission 66.